# Полторы комнаты, или Сентиментальное путешествие на родину
«Полторы комнаты, или Сентиментальное путешествие на родину» — российский фильм Андрея Хржановского 2009 года. Снят по произведениям и биографии Иосифа Бродского.

## Сюжет
Фантазии о воображаемом возвращении в Санкт-Петербург Иосифа Бродского, на основе его эссе «Полторы комнаты». По пути поэт вспоминает о детстве и отрочестве.
Андрей Хржановский, из интервью «Российской газете»:

Я не хотел бы, чтобы фильм воспринимали как фильм «о Бродском». Это фильм по литературным сочинениям Бродского, по его рисункам, по материалам его биографии, но прежде всего он инспирирован прозой Бродского, которая меня окрылила и вдохновила на эту работу

## В ролях
| Актёр                 | Роль                     |
| --------------------- | ------------------------ |
| Алиса Фрейндлих       | Мать Бродского           |
| Сергей Юрский         | Отец Бродского           |
| Григорий Дитятковский | Иосиф Бродский           |
| Светлана Крючкова     | Анна Ахматова            |
| Игорь Головин         | Дмитрий Шостакович       |
| Данил Лавренов        | Александр Пушкин         |
| Сергей Барковский     | Александр Бенкендорф     |
| Евгений Рейн          | камео                    |
| Сергей Дрейден        | Дядя Бродского           |
| Евгений Аганджанян    | Иосиф Бродский в детстве |
| Артем Смола           | Иосиф Бродский в юности  |
| Маргарита Бычкова     | учительница пения        |
| Алексей Девотченко    | Эпизод                   |
| Александр Леньков     | Эпизод                   |
| Олег Ковалов          | Эпизод                   |
| Вениамин Смехов       | текст от автора          |

## Награды и номинации
- 2009 г. — Гран-при «За лучший игровой фильм», Приз гильдии киноведов и кинокритиков (III Международный кинофестиваль «Зеркало» имени Андрея Тарковского)
- 2009 г. — Главный приз программы «К Востоку от Запада» Кинофестиваль в Карловых Варах[2].
- 2009 г. — Гран-при «Золотая ладья» на XVII РКФ «Окно в Европу» в Выборге[3].
- 2009 г. — Специальный приз жюри «Серебряная ладья» за лучшую женскую роль на XVII РКФ «Окно в Европу» в Выборге.
- 2009 г. — Специальная премия Мирона Черненко Национальной премии кинокритики и кинопрессы «Белый слон».
- 2010 г. — победитель премии Ника за 2009 год в номинациях «Лучший игровой фильм», «Лучшая режиссёрская работа» и «Лучшая сценарная работа»[4].
- 2010 г. — 2 номинации в премии «Золотой орёл» за лучший сценарий и за лучшую мужскую роль второго плана.